# العلاقات البيلاروسية الفيجية
العلاقات البيلاروسية الفيجية هي العلاقات الثنائية التي تجمع بين روسيا البيضاء وفيجي.

## مقارنة بين البلدين
هذه مقارنة عامة ومرجعية للدولتين:
| وجه المقارنة                                              | روسيا البيضاء                    | فيجي                                                                 |
| --------------------------------------------------------- | -------------------------------- | -------------------------------------------------------------------- |
| المساحة (كم2)                                             | 207.60 ألف                       | 18.27 ألف                                                            |
| عدد السكان (نسمة)                                         | 9.50 مليون                       | 915.30 ألف                                                           |
| الكثافة السكانية (ن./كم²)                                 | 45.76                            | 50.1                                                                 |
| العاصمة                                                   | مينسك                            | سوفا                                                                 |
| اللغة الرسمية                                             | اللغة البيلاروسية، اللغة الروسية | لغة إنجليزية، اللغة الفيجية، اللغة الفيجي الهندية، اللغة الهندستانية |
| العملة                                                    | روبل بلاروسي                     | دولار فيجي                                                           |
| الناتج المحلي الإجمالي (بليون دولار)                      | 54.44 مليار                      | 5.06 مليار                                                           |
| الناتج المحلي الإجمالي (تعادل القوة الشرائية) بليون دولار | 168.35 مليار                     | 8.32 مليار                                                           |
| الناتج المحلي الإجمالي الاسمي للفرد دولار أمريكي          | 5.74 ألف                         | 4.96 ألف                                                             |
| الناتج المحلي الإجمالي للفرد دولار أمريكي                 | 18.18 ألف                        | 8.79 ألف                                                             |
| مؤشر التنمية البشرية                                      | 0.798                            | 0.727                                                                |
| رمز المكالمات الدولي                                      | +375                             | +679                                                                 |
| رمز الإنترنت                                              | .by، .бел                        | .fj                                                                  |
| المنطقة الزمنية                                           | ت ع م+03:00                      | ت ع م+12:00                                                          |

## منظمات دولية مشتركة
يشترك البلدان في عضوية مجموعة من المنظمات الدولية، منها:
| علم المنظمة | اسم المنظمة                               | تاريخ انضمام روسيا البيضاء | تاريخ انضمام فيجي |
| ----------- | ----------------------------------------- | -------------------------- | ----------------- |
|             | الاتحاد البريدي العالمي                   | ?                          | ?                 |
|             | منظمة حظر الأسلحة الكيميائية              | ?                          | ?                 |
|             | الأمم المتحدة                             | 24 أكتوبر 1945             | 13 أكتوبر 1970    |
|             | وكالة ضمان الاستثمار متعدد الأطراف        | 3 ديسمبر 1992              | 24 سبتمبر 1990    |
|             | منظمة الشرطة الجنائية الدولية             | ?                          | ?                 |
|             | مؤسسة التمويل الدولية                     | 2 نوفمبر 1992              | 12 يوليو 1979     |
|             | الاتحاد الدولي للاتصالات                  | 7 مايو 1947                | 5 مايو 1971       |
|             | البنك الدولي للإنشاء والتعمير             | 10 يوليو 1992              | 28 مايو 1971      |
|             | المركز الدولي لتسوية المنازعات الاستشارية | 9 أغسطس 1992               | 10 سبتمبر 1977    |
|             | يونسكو                                    | 12 مايو 1954               | 14 يوليو 1983     |

## وصلات خارجية
- موقع وزارة الخارجية البيلاروسية
- موقع وزارة الخارجية الفيجية